# Sprockhöveler Bach
Der Sprockhöveler Bach ist ein nach der Stadt Sprockhövel benannter, linker Nebenfluss der unteren Ruhr, der nach einem nach Norden und Nordwesten gerichteten Verlauf über das Stadtgebiet in Hattingen mündet.

## Geographie

### Verlauf
Der Bach entspringt im Südwesten Haßlinghausens, am Halloh. Bereits hier muss er die harten Sandsteinbänke durchbrechen, die bei Weuste abgebaut wurden.
Der Bach hat sich in einer geologischen Störung seinen Weg eingegraben. Die in den weichen Tonschichten eingegrabenen Nebenflüsse und Siepen führen dem Bach ihr Wasser zu.
Der Obere Lauf wurde früher auch Wiggershauser Bach benannt.
Der Bach schlängelt sich durch das weite Tal nach Norden und unterquert die frühere Kleinbahn Bossel–Blankenstein. Hier speist er ein paar Fischteiche. Ab hier läuft der Bach in gebührendem Abstand parallel der alten Eisenbahnlinie Schee-Hattingen. Nördlich der Zeche Kleine Windmühle unterquert er die Landstraße von Sprockhövel nach Schwelm und wendet sich später dann nach Westen Richtung des Ortskerns von  Niedersprockhövel. Vor dem Erreichen des Siedlungsgebietes durchläuft der Bach eine Hochwasserschutzanlage, die durch Begrenzung der Durchflussmenge Überschwemmungen im Ortskern verhindern soll und das Wasser auf andere Überschwemmungsgebiete führt. Wenige Meter von diesem Bau entfernt war früher ein großer Mühlenteich. Der Kern von Sprockhövel passierend geht es weiter nach Westen bis Bredenscheid. Aber hier wird wieder eine harte Sandsteinbank durchstoßen. Danach wendet sich der Bach nach Osten und umfließt Hattingen. Im Ludwigstal verschwindet er dann in der Verrohrung, um das Gelände des Stahlwerkmuseums zu unterqueren bis zur Werkstraße. Hinter der ehemaligen Henrichshütte endet der Bach heute mit einem großen Bachdurchlass in der Ruhr.
Der untere Lauf wurde früher auch Schierhöller Bach oder Sünsbruch Bach genannt.

### Hydrologischer Hauptstrang
Während der o.a. Verlauf üblichen topographischen Karten entspricht, wird laut der Gewässerstationierung mit Sprockhöveler Bach nur der Ober- und Mittellauf dieses Baches (276942, 11,2 km) bezeichnet, der als Nebenfluss des Paasbaches (27694, Unterlauf 6,6 km lang) eingestuft wird. Dementsprechend hat der hier beschriebene Bachlauf zwei Gewässerkennziffern.
Direkter Vergleich der beiden Oberläufe am Zusammenfluss:
| Name               | GKZ    | Länge [in km] | EZG [in km²] | MQ [in l/s] |
| ------------------ | ------ | ------------- | ------------ | ----------- |
| Sprockhöveler Bach | 276944 | 11,3          | 13,65        | 256         |
| Paasbach           | 27694  | 07,8          | 09,40        | 176         |

Der Oberlauf namens Sprockhöveler Bach hat zwar eine andere Gewässerkennzahl als sein Unterlauf, hat aber einen größeren Mittleren Abfluss, ein größeres Einzugsgebiet und ist länger als der Paasbach, der die gleiche GKZ wie der Unterlauf hat. Der Oberlauf mit der Bezeichnung Sprockhöveler Bach ist somit der hydrologische Hauptstrang des Flusssystems Sprockhöveler Bach.

### Zuflüsse
Direkte und indirekte Zuflüsse mit Namen von der Quelle zur Mündung
- Kleinbecke (rechts), 0,3
- Dickwallbach (rechts), 0,5 km
- Paasbach (links), 7,8 km
  - Kauerbach (rechts), 0,5 km
  - Heimbecke (rechts), 0,4 km
  - (Bach) am Vogelbruch, 1,6 km
- Maasbecke (rechts), 3,3 km
  - Hesselbecke (rechts), 1,3 km

## Wasserkraft
Die Nutzung der Wasserkraft war spärlich.
- Mühle Haus Bruch
- Schleifkotten an der Kratzmühle
- Mühle Sprockhövel

## Naturschutz
Einige Abschnitte des Sprockhöveler Bachs sind aufgrund seiner naturnah erhaltenen Bachlandschaft einschließlich Mäandern als Naturschutzgebiete ausgewiesen:
- NSG Südliches Sprockhöveler Bachtal
- NSG Oberes Sprockhöveler Bachtal
- NSG Unteres Sprockhöveler Bachtal

## Bergbau
Durch den Bergbau sind einige Nebenbäche versiegt. Die Funktion der Entwässerung haben einige verfallene Stollen übernommen.